# Infinity Engine
Infinity Engine (від англ. „infinity“ — укр. „нескінченість“) — гральний рушій, що дозволяє створити ізометричні рольові відеоігри. Його було  розроблено компанією BioWare для гри «Battleground Infinity», і пізніше застосовано у серії ігор «Baldur’s Gate». BioWare застосовувала його й у наступних своїх проектах, також його було ліцензовано Black Isle Studios — підрозділом компанії Interplay.
Особливістю «Infinity Engine» є ігровий процес у реальному часі з можливістю використовувати в бою паузу. Рушій застосовує ізометричну проєкцію, із заздалегідь намальованим двовимірним фоном і спрайтовими персонажами. Рушій переважно двомірний, хоча «Baldur's Gate II: Shadows of Amn» використовує OpenGL для прискорювання візуальних ефектів. Основною рисою рушія є наявність не більше шести персонажів у партії, швидких комірок для різноманітних предметів. «Infinity Engine» — духовний наступник «Gold Box Engine» (рушія, застосованого в серії ігор «Gold Box»), і послугував основою для п'яти комп'ютерних рольових ігор на базі системи «Dungeons & Dragons» та одного доповнення. 
2002 року BioWare для гри Neverwinter Nights розробила повністю тримірний рушій «Aurora Engine», який замінив собою «Infinity Engine» у наступних іграх компанії.

## Відеоігри
Ігри і доповнення до них, створені на рушії Infinity Engine:
- Baldur's Gate (1998)
  - Baldur's Gate: Tales of the Sword Coast (1999)
- Planescape: Torment (1999)
- Icewind Dale (2000)
  - Icewind Dale: Heart of Winter (2001)
- Baldur's Gate II: Shadows of Amn (2000)
  - Baldur's Gate II: Throne of Bhaal (2001)
- Icewind Dale II (2002)

## Портування рушія
Під назвою GemRB розроблюється порт рушія. Він підтримує багато платформ, зокрема GNU/Linux, BSD, Mac OS X, Microsoft Windows та Windows NT. Розробники рушія докладають основних зусиль на підтримку ігор Baldur’s Gate II. За станом на 2009 рік у рушії реалізовано всі функції, необхідні для повного проходження Baldur's Gate II: Shadows of Amn.